# NGC 5179
NGC 5179 é uma galáxia espiral (S?) localizada na direcção da constelação de Virgo. Possui uma declinação de +11° 44' 47" e uma ascensão recta de 13 horas, 29 minutos e 30,8 segundos.